# نمایه
نمایه (به انگلیسی: Index)، یا همان ایندکسینگ فهرستی از موضوع‌ها و واژه‌های مهم، اسامی، نام‌ها و دیگر مطالب یک یا چند کتاب، مقاله‌های مجله‌ها یا سایر منابع اطلاعاتی با ارجاع جاینما به منابع یا صفحه‌های آنهاست که این مطالب در آن‌ها واقع شده‌است. در واقع نمایه خط ارتباطی بین منابع اطلاعاتی و استفاده‌کننده یا کاربر است. نخستین گام در تعیین موضوع مدرک، شناخت نوع و دامنه مطالب مدرک و تحلیل موضوعی آن توسط نمایه‌ساز است.
تعریف نمایه:
راهنمای دستیابی به اطلاعات ریز در یک منبع که دارای نظم الفبایی برای تسریع جستجو هستند. نمایه‌ها می‌توانند به دو دسته تقسیم شوند:
1. ناظر بر یک منبع یا متن
2. ناظر بر چند منبع یا متن

هدف از تحلیل موضوعی مدرک اصولاً گزینش و تخصیص اصطلاحات موضوعی متناسب با مدارک است که محتوای موضوعی مدرک را بیان نماید. مفاهیم مربوط به هر مدرک معمولاً بین ۱۰ تا ۲۰ واژه یا عبارت را شامل می‌شود که امکان ترتیب آن‌ها در قالب سرعنوان‌های موضوعی همواره به اشکال مواجه بوده‌است که تنها راه جبران این نقیصه جانشین کردن واژه‌های ترکیبی با تکواژه‌ها است. سرعنوان‌های موضوعی هم به عنوان زبان نمایه‌سازی عمل می‌کند و هم به عنوان زبان بازیابی برای کاربرانی که قصد دارند منابعی در حوزهای موضوعی خاص بازیابی نمایند. طبق استاندارد نمایه‌سازی بریتانیا، نمایه سیاهه نظام یافته مدخل‌هایی است که به منظور کمک به استفاده‌کنندگان در جایابی اطلاعات یک مدرک ساخته می‌شود.

## پیرامون واژه
در زبان فارسی امروز واژه نمایه توسط فرهنگستان زبان و ادب پارسی معادل واژه انگلیسی "Index" انتخاب شده‌است. واژه "Index" در اصل از واژه لاتینی "Indicate" به معنای نشان دادن و خاطر نشان کردن مشتق شده‌است
پیشتر از نمایه‌نامه‌ها با عنوان «کشف‌اللغات» یاد می‌شد.

## تاریخچه
سابقه استفاده از واژه نمایه و کاربرد آن به مفهوم رایج در کتابداری به دوران رم باستان می‌رسد. نمایه در این دوران به نوار کوچکی گفته می‌شد که به طومارهای پاپیروس الصاق و بر روی آن، عنوان اثر و گاهی نام نویسنده نوشته می‌شد، به نحوی که هر طومار بر روی قفسه به سادگی قابل شناسایی بود، بدون آنکه لازم باشد آن را برای بررسی و تشخیص بیرون بیاورند. شاید نظام‌های شناخته شده دستیابی به مجموعه مدارک، توسط فرهیختگان کتابخانه اسکندریه و در حدود ۳۰۰ سال قبل از میلاد به‌وجود آمده باشد. در این کتابخانه برای سازماندهی آثار و گسترش ادبیات یونانی از الفبایی کردن استفاده می‌شد. البته واژه نمایه به مفهوم دقیق امروز آن نمی‌تواند درگذشته خیلی دور به‌کار رفته باشد، چرا که اساساً در دوران باستان بیشتر نوشته‌ها به شکل طومار بود و طومارها فاقد صفحه‌شمار بودند، به فرض هم که صفحه‌شمار داشتند استناد عملی به آن‌ها مشکل و لازمه‌اش باز کردن طومار تا رسیدن به صفحه موردنظر بود. ثانیاً اگر کتاب مهمی در نسخ متعدد نوشته می‌شد، معمولاً دو نسخه آن مثل هم نبود، بنابراین، نمایه تنها می‌توانست به فصول یا پاراگراف‌ها، و نه دقیقاً صفحه، ارجاع کند. چنین تقسیم‌بندی‌هایی نیز به ندرت در متون انجام می‌شد.
تحول مهم در این زمینه، تهیه واژه‌نماها یا کشاف‌ها برای ترجمه‌های مختلف کتاب مقدس بود، سابقه تهیه این واژه‌نماها به قرن هفتم و هشتم میلادی می‌رسد، واژه‌نماها فقط محل آمدن واژه در صفحه را مشخص می‌کردند و نه مفهوم و محتوای مدرک را. بعد از اختراع چاپ در سال ۱۴۵۰ بود که نسخ همانند از کتب، در شمارگان بالا، امکان انتشار یافت، تدوین نمایه‌ها خصوصاً برای کتب مرجع آغاز شد. مدخل‌های این نوع نمایه‌ها در آغاز فقط بر اساس حرف اول و نه تمام حروف، آن‌گونه که امروز معمول است، الفبایی و بقیه بدون نظم رها می‌شد. با گذشت زمان، به‌تدریج بخش (= سیلاب) اول کلمات الفبایی شد. در قرن‌های ۱۶ و ۱۷ بود که الفبایی کردن تمام حروف مدخل رایج شد و در قرن ۱۸ به‌صورت یک قاعده درآمد. به‌وجود آمدن دانشگاه‌ها در قرن‌های ۱۳ و ۱۴م. نیاز به یافتن مستندات آثار و ارجاع به آن‌ها را زیاد کرد، اما این ارجاعات بیشتر به کتاب‌ها و نسخه‌های خطی بود. قرن هفده شاهد رشد متون نشریات ادواری است و اندیشمندانی که می‌خواستند با پیشرفت‌های علمی همگام باشند، برای دستیابی به اطلاعات به نوعی راهنما نیاز داشتند. تدوین نمایه‌های موضوعی از قرن ۱۸ شروع شد، ولی نحوه مدخل‌گزینی و حتی تنظیم نمایه‌ها برای مدت‌های طولانی بدون قاعده باقی ماند. در اواخر قرن ۱۹ و هم‌زمان با ارائه رده‌بندی‌ها در علوم کتابداری و آرشیو، کار نمایه‌سازی نه تنها گسترش یافت، بلکه نظام‌مند شد. هر چند نمایه‌سازی را بعضاً از فهرست‌نویسی و رده‌بندی جدا می‌دانند، اما همان‌گونه که در آغاز گفته شد، این سه به‌هم وابسته‌اند و همپوشانی قابل توجهی در حوزه کار آن‌ها وجود دارد؛ به‌گونه‌ای که ارائه شیوه‌های جدید در یک حوزه بر حوزه دیگر تأثیرگذار است. به این دلیل به موازات ارائه رده‌بندی دیویی و سایر نظام‌های رده‌بندی دهدهی برای فهرست‌های کتابخانه‌ای، نظام‌های نمایه‌سازی دهدهی، کُدبندی، و چهریزه‌ای نیز روی نمود. البته در صد سال گذشته، بیشتر نمایه‌های موضوعی صرفاً به‌صورت فهرستی از واژه‌ها، بدون تقسیمات فرعی یا با تقسیمات فرعی، در ساختار سلسله مراتبیِ ساده، شامل دو یا سه سطح، و معمولاً الفبایی تنظیم می‌شدند. در این مدت علی‌رغم نیاز روشن به نمایه‌ها برای جستجوی متون و دیگر مجموعه‌ها، حرکتی جمعی جهت کسب اطمینان از تهیه نمایه‌های با کیفیت بالا صورت نمی‌گرفت. وجود نمایه در مدرک را مغتنم می‌دانستند، اما فقدان آن هم نادیده گرفته می‌شد. کیفیت نمایه‌ها به ندرت از طرف ناشران یا استفاده‌کنندگان مورد بحث قرار می‌گرفت و کار نمایه‌سازی متون توسط هر کس، از جمله کارمندان اداری، بدون گذراندن حداقل دوره آموزشی یا کسب مهارت، انجام می‌شد. برای ارزیابی میزان فایده نمایه هم معیاری وجود نداشت. فقط در سال‌های اخیر دانشمندان علوم اطلاعات به تدوین چنین معیارهایی دست زدند.
درک اهمیت نمایه‌ها یا ایندکسینگ توسط ناشران، کتابداران، و کاربران اطلاعات، عمدتاً ناشی از انفجار اطلاعات پس از جنگ جهانی دوم بود. در این دوره، ضرورت پردازش و اشاعه انبوه انتشارات در زمان اندک، سبب زیاد شدن توجه به‌کار نمایه‌سازی شد. این تلاش‌ها که از سوی کتابداران، ناشران، دولت‌ها، صنایع، و خصوصاً گروه‌های حرفه‌ای علمی انجام می‌شد، شکوفایی حوزه پردازش اطلاعات را در پی داشت. این حوزه، به تحولات در زمینه پردازش الکترونیکی کاملاً حساس بود. پس از توسعه رایانه‌ها، دنیای نمایه‌سازی ناگهان و به شکلی سریع از نظام‌های ذخیره و بازیابی مبتنی بر کارت‌های ۵/۱۲×۵/۷ (که برای نوشتن مدخل‌های نمایه از آن استفاده می‌شد) به نظام‌های رایانه‌ای تحول یافت: برای نمایه‌سازی با سرعت، دقت، یکدستی، جامعیت، و عمق بیشتر فنونی ارائه شد؛ از ماشین برای تهیه، مرتب کردن، جستجوی کارت‌های نمایه، و حتی تهیه مدخل‌ها استفاده شد؛ نظام‌هایی برای چاپ و توزیع سریع‌تر و گسترده‌تر نمایه‌ها و همچنین جستجوی آن‌ها از راه دور تدوین شد؛ و عرصه‌ای برای بررسی فنون و نظریه‌های نمایه‌سازی شکل گرفت؛ معیارهایی برای ارزیابی کارایی نمایه‌ها ارائه شد؛ و تعداد نمایه‌ها و سرویس‌های نمایه‌سازی به‌منظور پاسخگویی به رشد جمعیت کاربران و نیازهای اطلاعاتی آنان گسترش یافت. این رشد و شکوفایی همچنان ادامه دارد.

## مراحل نمایه‌سازی
1. تعیین موضوع مدرک
2. بازنمود مفاهیم مدرک به کمک توصیفگرهای اصطلاح‌نامه
3. ثبت و ضبط اطلاعات
4. بازبینی نهایی (سن ویل، ۲۵۳۶).

## دسته‌بندی
با توجه به نوع مدرک و نحوه ترکیب کلیدواژه‌ها، نمایه‌سازی به دسته‌های مختلف تقسیم می‌شود:
- نمایه‌سازی کتاب
- نمایه‌سازی نشریات ادواری
- نمایه‌سازی اینترنت و وب
- نمایه‌سازی همارا
- نمایه‌سازی آزاد
- نمایه‌سازی کلیدواژه‌ای
- نمایه‌سازی درون‌بافتی و برون‌بافتی
- نمایه‌سازی گردان

## ارزیابی نمایه
ارزیابی نمایه در سه سطح فنی، میزان کارایی و معنایی انجام می‌شود.

## ارزیابی در سطح فنی
نمایه باید دارای زبان مناسب وشکل قابل درک باشد و به سادگی بتوان از آن استفاده کرد.

## ارزیابی در سطح معنایی
در سطح معنایی واژه‌ها باید معانی را بدون ابهام منتقل کنند.

## میزان کارایی
نمایه باید اطلاعات مرتبط را به درستی شناسایی کند و در بازیابی اطلاعات مؤثر باشد.